# Quipapá (ort)
Quipapá är en ort i Brasilien.   Den ligger i kommunen Quipapá och delstaten Pernambuco, i den östra delen av landet, 1 500 km nordost om huvudstaden Brasília. Quipapá ligger 458 meter över havet och antalet invånare är 11 533.
Terrängen runt Quipapá är kuperad åt nordost, men åt sydväst är den platt. Quipapá ligger nere i en dal. Quipapá är det största samhället i trakten.
Omgivningarna runt Quipapá är en mosaik av jordbruksmark och naturlig växtlighet. Runt Quipapá är det ganska tätbefolkat, med 93 invånare per kvadratkilometer.